# Рожівський замок
Рожівський за́мок — оборонна споруда у містечку Рожеві, зведена на початку XVI ст. Яцьком Лозою. Зруйнована наприкінці XVIII століття.

## Історія
Рожів перейшов у власність Яцька Лози від батька — Бориса Федоровича Лози в 1507 році. Саме Яцько на місці старого городища в Рожеві збудував замок. У власності роду Лозів Рожів перебував до 1640 року. Деякий час у замку жила Галшка Гулевичівна — дружина Стефана Лози.
Містечко і замок були вщент зруйновані під час козацьких воєн. Проте, вочевидь, за часів Семена Палія замок відбудували.
У 1789 році люстрація зафіксувала замок у Рожеві, оточений дубовим палісадом.